# 나는 귀머거리다
나는 귀머거리다는 라일라가 그린 네이버 웹툰 작품이다. 제목대로 청각장애를 소재로 하였으며 대부분의 에피소드는 실제로 청각장애를 가진 작가 자신의 체험을 바탕으로 하였다. 특히 장애인식개선에 대한 언급도 많이 나왔다.
원래는 작가가 네이버 도전 웹툰으로 출발하였다가 베스트도전 웹툰 승격 이후 다시 정식 웹툰으로 승격하여 정식 연재된 작품이다.
작품 내부에서 작가의 유머가 많이 활용된 부분이 있었다. 특히 결말 부분에서 작가의 유머가 많이 활용되었다.

## 등장인물
- 라일라 (작가 본인)
- 어머니
- 아버지
- 언니 - 연재 내용에 따르면, 연재 도중 결혼하였다.
- 다루 - 라일라 작가가 기르는 반려견이자 보청견이다.